# Eva & Adam (TV-serie)
Eva och Adam är en svensk TV-serie från 1999–2000 skapad av Måns Gahrton och Johan Unenge, med Ellen Fjæstad och Carl-Robert Holmer-Kårell i huvudrollerna.
Serien Adam och Eva är uppdelad i två säsonger; de första åtta avsnitten av TV-serien blev mycket väl mottagna av TV-tittarna och det gjordes därför ytterligare åtta avsnitt. Även den efterföljande långfilmen Eva & Adam – fyra födelsedagar och ett fiasko (2001) blev framgångsrik.

## Handling
Mellanstadieeleven Adam ska börja i en ny klass där han inte känner någon. Helst av allt vill han bara sjunka genom jorden och försvinna, men blir ganska snart kompis med den tjejtokiga Alexander. På en klassfest hemma hos Annika blir han till slut kompis med Eva som i sin tur är kompis med Annika. Adam börjar med tiden känna att han är kär i Eva – som sedermera visar sig ha samma känslor för Adam.

### Karaktärer (i urval)
Huvudpersoner
- Eva Strömdahl är ihop med Adam, även om det kommer en period då de går skilda vägar. Eva kan lätt bli irriterad, särskilt på sina syskon Tobbe och Max, och ibland på Jonte i klassen. Eva medverkar i teater och spelar gitarr, och är bästa kompis med Annika. Eva har ett hjärta av guld, och tvekar inte att säga ifrån bland annat till Jonte när han är taskig mot någon.

- Adam Kieslowski kommer som ny i klassen i premiäravsnittet, men får snabbt stadigt sällskap av Alexander och inte minst sitt livs kärlek Eva. Tillsammans med Alexander spelar han både gitarr och fotboll.

- Annika är Evas bästis. Hon är kär i Alexander och vill bli ihop, medan Alexander är mer intresserad av klassens snyggaste tjej Linda. Annika håller i premiäravsnittet ett föräldrafritt födelsedagsparty, som föräldrarna aldrig får veta. Senare in i första säsongen bråkar hennes föräldrar och skiljer sig.

- Alexander blir Adams första kompis i klassen, och tillsammans spelar de fotboll och går på gitarrlektioner. Han är fotbollsmålvakt och vill bli den nästa Ravelli. Han är tokig i tjejer och speciellt Linda, klassens populäraste tjej bland killarna. Alexander brukar också åka skateboard, oftast olovligt i skolkorridorerna. Han och Annika ligger bakom Evas och Adams förhållande, medan de själva turas om att gilla varandra. Alexander blir till slut kär men då börjar en ny kille i klassen som blir populär bland tjejerna.

Eva & Adams klass
- "Giraffen" är klassens lärarinna som heter Gunhild, men har fått smeknamnet "Giraffen" av Jonte. Hon brukar oftast ropa "Tyst i klassen!" när skoldagen ska börja eller i övrigt när hon har något att säga inför klassen.

- Jonte är klassens stöddigaste typ och retas mycket med folk, där exempelvis Eva och Adam blir återkommande offer, men han slåss däremot inte. Han umgås oftast med tvillingarna Hasse och Klasse. Han brukar också ha skumma planer som en gång då han råkade få tag på provsvaren till deras matematikprov (säsong 2). Hans pappa är dock alkoholist så hans klasskamrater har dubbla känslor om honom. Mia, tjejen som vågar sitta bredvid Jonte i klassrummet, blir i böckerna ihop med honom istället för Adam.

- Hasse och Klasse är tvillingarna som finns i Eva & Adams klass. De brukar umgås med Jonte och gör för det mesta allt han säger åt dem att göra. De har för det mesta det allra senaste inom tekniken och är mest intresserade av dessa saker då de inte är med Jonte. I filmen om Eva & Adam har de efterlängtat något som inte Jonte har längre, och gör honom lite svartsjuk – då han försöker anordna en fest för att retas med Eva & Adam som varit ihop i flera år.

- Linda anses vara snyggast i klassen, men hon föredrar skarpt äldre killar. Linda är den som tycker att Jonte är den töntigaste pojken på hela skolan och umgås mer med de äldre ungdomarna i skolan.

- Mia är den enda tjejen som vill sitta med Jonte i klassrummet. I böckerna blir Mia, efter att ha gått flera promenader tillsammans med Adam, ihop med Jonte men gör senare slut och saken upprepar sig. Mia umgås ibland med Annika och Eva, annars är hon mest för sig själv då hon inte är med sina hundar.

- Kajsa umgås mest med Linda och går i samma klass, spelar teater och får med Eva i sin teatergrupp men blir avundsjuk då den äldre killen som jämt spelar huvudrollen gillar Eva mer än henne. Kajsa är en av tjejerna som också umgås med Jonte då han gör "coola" saker som att stanna kvar på badet efter att de är stängt eller ha en fest i skogen. Dock lyckas hon inte få med sig Linda på allt eftersom Linda hellre är med killarna i 7:an än att vara med Jonte och hans lilla gäng. Kajsa är den mest kulturella personen bland alla klasskamrater till Eva & Adam.

Evas familj
- Torbjörn "Tobbe" Strömdahl är Evas storebror, tvekar inte att reta Eva och ibland sin lillebror Max. Tobbe gillar att lyssna på hårdrock på hög volym, brukar klaga på att Eva paxar toaletten länge på morgnarna och kvällarna.

- Marianne "Majsan" Strömdahl är Evas mamma. Hon deltar på Evas klassresa, något som Eva anser pinsamt.

- Max Strömdahl är Evas lillebror som gillar att kivas med Tobbe och ibland går även Eva på nerverna. Ibland blir han bortskämd genom sin Batman-dräkt, och har också lätt för att somna när och var som helst.

- Åke Strömdahl är Evas pappa, som ibland blir tillsagd av Majsan att säga åt Eva.

Adams familj
- Wojciech Kieslowski är Adams pappa, som är från Polen – därav familjens efternamn. Han följer med på klassresan, vilket Adam anser pinsamt från början.

- Mia Kieslowski är Adams mamma som ibland brukar knacka på dörren till toaletten, när Adam är där inne, för att säga några saker.

## Medverkande (i urval)
- Ellen Fjæstad – Eva
- Carl-Robert Holmer-Kårell – Adam
- Pablo Martinez – Alexander
- Ulrika Bergman – Annika
- Jim Ramel Kjellgren – Jonte
- Erik Johansson – Tobbe
- Anki Larsson – Marianne, Evas mamma
- Douglas Johansson – Åke, Evas pappa
- Pontus Gustafsson – Wojciech, Adams pappa
- Maria af Malmborg – Mia, Adams mamma
- Wallis Grahn – Fröken Gunhild Borg
- Alvin Nyström – Max (säsong 2)
- Dennis Rawet – Max (säsong 1)
- Stefan Sundström – Musikläraren
- Jan Sigurd – Jontes pappa
- Ylva Fröjmark – Mia
- Fredrik af Trampe – Hasse
- Viktor Sandberg – Klasse
- Staffan Westerberg – Rektor Rask
- Katja Steinholtz Skog – Linda
- Jemima Lyshöj-Norebäck – Kajsa
- Leif Andrée – Teaterläraren Ralf
- Nils Moritz – Fotbollstränaren
- Carina M. Johansson – Karin, Annikas mamma
- Christer Fant – Måns, Annikas pappa
- Philip Panov – Sebastian
- Rebecka Liljeberg – Frida
- Leo Magnusson – Jeremy
- Christopher Heino-Lindberg – Matti
- Magnus Nilsson – Berättare

## Avsnitt

### Säsong 1 (1999)
| Nr | Titel                                 | Originalvisning  |
| --- | ------------------------------------- | ---------------- |
| 1 | "Handtag, famntag, klapp eller kyss?" | 23 januari 1999  |
| Adam är ny i klassen, där han inte känner någon och helst bara vill sjunka genom jorden och försvinna, men ganska snart blir han kompis med Alexander. Adam börjar fatta tycke för Eva, och det verkar som om Eva är intresserad av honom. Eva har en bästis som heter Annika, som sedermera har en föräldrafri födelsedagsfest hemma hos sig. Med Alexanders förtjänst leker de Ryska posten, och när Adam ska välja post till en tjej luras han att ta specialaren "långtradare" – som han först och främst inte vet vad det innebär, men också överraskningen vem den lyckliga mottagaren blir.                                                                                          |                                       |                  |
| 2 | "Du är den enda"                      | 30 januari 1999  |
| Eva och Adam börjar ta gitarrlektioner tillsammans och ska öva på låten "Du är den enda", på en fredag. Efter lektionen följer Adam med Eva hem, och får se att Evas familj packar bilen för att åka ner till Evas mormor senare samma dag och över helgen – fastän det egentligen skulle vara helgen därpå. Eva vägrar följa med, eftersom hon hellre vill vara på Lindas party som är senare samma dag. Till slut får hon lov att övernatta hos Adam, men på partyt dansar Eva med Peter i sjunde klass. Senare ska Adam och Evas klass spara ihop pengar till en klassresa, och medan klassen håller en loppmarknad går Linda fram till Eva och säger att Peter är intresserad av henne. |                                       |                  |
| 3 | "Klassresan"                          | 13 februari 1999 |
| Eva och Adam samt deras klass ska på klassresa till Fryksås i Dalarna, och strax innan de åker iväg tvingas Evas mamma och Adams pappa hoppa in som klassföräldrar istället för Sofias mamma och Hasse & Klasses pappa på grund av sjukdom. Det blir pinsamt för Eva och Adam, men sedermera är de inte så brydda om det. Dessutom har Alexander tips till Adam hur han ska bli ihop med Eva, med Annika i centrum. |                                       |                  |
| 4 | "Nu eller aldrig"                     | 20 februari 1999 |
| Nu gäller det för Adam att fråga chans på Eva, nu eller aldrig. Eva tänker på vem hon mest gillar; Adam eller Peter. Senare inser hon att det är Adam som hon gillar, men det verkar också som om Annika gillar Adam. |                                       |                  |
| 5 | "Som glass med varma hallon"          | 27 februari 1999 |
| Eva och Adam blivit ett par, och Alexander frågar jämt Adam om han och Eva ska börja hångla. Det gör Adam irriterad, som undrar när den första riktiga kyssen ska bli av. Adam bjuder hem Eva på glass med varma hallon. |                                       |                  |
| 6 | "Hamlet och Ofelia"                   | 6 mars 1999      |
| Eva har börjat tröttna på gitarrlektioner och börjar istället på teaterlektioner. Senare får en huvudroll i en teaterpjäs, om Hamlet och Ofelia, tillsammans med en som heter Sebastian. Sebastian ska vara Hamlet och Eva ska vara Ofelia, vilket gör Adam svartsjuk. |                                       |                  |
| 7 | "Att vara eller inte vara – ihop"     | 13 mars 1999     |
| Det är marknad i Evas och Adams hemort, och när Adam frågar Eva om hon vill följa med säger hon att hon kanske inte hinner eftersom det kolliderar med hennes teaterträning. Adam beger sig till marknaden, och efter en lång stunds väntan ger han upp och går hem – gör då en faslig upptäckt. |                                       |                  |
| 8 | "Sista dansen"                        | 20 mars 1999     |
| Eva gör slut med Adam, efter ett gräl där Adam påstår att teatern och Sebastian är det enda Eva tänker på. Evas teatervisning hålls, där Adam är en av åskådarna och får se att pjäsen faktiskt har ett gott syfte med omtanke. |                                       |                  |

### Säsong 2 (2000)
| Nr | Titel                                | Originalvisning  |
| --- | ------------------------------------ | ---------------- |
| 1 | "Alla rätt – och fel"                | 26 februari 2000 |
| Adam och Alexander ska spela seriefinal i fotboll, men Alexander sviker laget och går i stället på bio tillsammans med Jonte, Hasse, Klasse, Kajsa och Annika. Efter biobesöket försöker Alexander att hinna till fotbollsmatchen, men det är för sent, och laget förlorade med hela 0-7 eftersom Adam fick stå målvakt när Alexander var frånvarande. En dag senare, i skolan, försöker Alexander be om ursäkt för att han inte medverkade på seriefinalen. Sedermera får Eva och Adams klass höra att ett matteprov, som klassen skulle ha senare, blir dagen efter istället. Ingen har hunnit träna på det, så på rasten smyger Jonte in i klassrummet och tar fram facit till provet för att kopiera det till de som var med honom på biobesöket. |                                      |                  |
| 2 | "Balla gänget"                       | 4 mars 2000      |
| Adam och Alexander är sams igen trots Alexanders dumhet på seriefinalen, och Alexander börjar spela gitarr med Adam. Jonte låter Hasse, Klasse, Kajsa, Alexander, Annika, Eva och Adam följa med honom till äventyrsbadet en helg. Alexander och Annika har så roligt tillsammans att det börjar bli något mellan dem. När badet stänger avslöjar Jonte sin nya plan: gänget ska gömma sig i simklubbens förråd och sen tjuvbada hela natten. Eva och Adam är de enda i gänget som inte går med på det, men de andra stannar kvar och fortsätter att ha kul efter att de har ringt hem och ljugit för sina föräldrar. När det har blivit mörkt däremot, kommer nattvakterna och gänget tvingas gömma sig. |                                      |                  |
| 3 | "Stulna biffar och förlorade kyssar" | 11 mars 2000     |
| Alexander har nu börjat prata en del om Annika med Adam, vilket kan betyda att han börjar bli kär i henne och släppa taget om Linda. Jonte ordnar en fest där man måste sno mat för att få vara med. Adam är dock inte intresserad utan hade tänkt ha en egen fest för Eva, Alexander och Annika – men eftersom de nämna väljer Jontes fest får Adam sitta ensam hemma med sina föräldrar och ha tråkigt. |                                      |                  |
| 4 | "En kille som har allt"              | 18 mars 2000     |
| En kille vid namn Jeremy börjar i klassen. Han är född i Sverige och har bott i hela världen, och har nu flyttat från New York i USA. Alexander skäms efter att ha lämnat Annika ensam efter Jontes fest så han ber om ursäkt, men inte ens det duger. Annika blir i stället intresserad av Jeremy som sen bjuder in sju tjejer på en middag. Eva och Adam bestämmer sig för att ha en middag med Alexander och Annika, men Annika går i stället på bio med Jeremy fast filmen är barnförbjuden. På väg hem från Alexander får Eva och Adam syn på någonting utanför bion som ger dem en chock. |                                      |                  |
| 5 | "En vissen blomstertid"              | 25 mars 2000     |
| Det verkar som att Annika och Jeremy är ihop nu och att Alexander en gång för alla har förlorat sin första riktiga flickvän. Adam tycker verkligen inte att Jeremy är rätt kille för Annika. Eva och Adam bjuder in Annika och Jeremy på par-middag för att se om de passar bra ihop, men den blir inte toppenlyckad. Eva får senare i smyg veta att Jeremy har flörtat med Carro, Sofia och Kajsa. När Eva förklarar det för Annika börjar de gräla, och vidare skiljs som ovänner. När sommarlovet en vecka senare kommer blir Evas liv en katastrof; hon är ovän med sin bästis och Adam ska hon inte få träffa på hela långa sommaren. Eva ska åka till skärgården och Adam ska åka till Polen och träffa farmor, som bara talar polska. |                                      |                  |
| 6 | "Syskonkärlek och annan kärlek"      | 1 april 2000     |
| Dagen efter skolavslutningen läser Tobbe högt ur Evas dagbok där det står att hon verkligen älskar Adam, inför en av sina kompisar, vilket gör henne vansinnig. Hon vill då hellre följa med Adam till Polen i stället för sin familj, men hon övertalar sina föräldrar att låta Adam följa med på semestern eftersom det ändå dröjer tre veckor till hans Polenresa. När familjen inte kommer ihåg vägen till stugan de ska bo i frågar Tobbe en som de träffade för länge sedan, Frida, som Tobbe senare blir förtjust i. Eva och Adam får inte sova i samma rum, utan Eva får sova med sin lillebror Max och Adam med Tobbe. |                                      |                  |
| 7 | "Budbäraren"                         | 8 april 2000     |
| Tobbe låter Adam hämta tidningen, och vid brevlådan träffar Adam Frida. Eva får också två brev från Annika men hon vill inte läsa dem i första taget. Adam börjar komma bra överens med Tobbe vilket får Eva att bli ganska sur eftersom hon följde med bara för att Adam fick följa med. Eftersom Tobbe blir mer intresserad av Frida får Adam oftare hämta tidningen, för att Tobbe ska få veta mer om Fridas känslor. En kväll läser Eva Annikas brev: i det första står det att Jeremy ska flytta, men verkar faktiskt vara stolt över det, och i det andra står det att Jeremy har flyttat tillbaks till New York och han har inte ens sagt hej då till Annika och hon ber Eva att ringa till henne. Nästa dag när Eva bestämmer sig för att följa med Adam får hon se honom prata med Frida och fruktar det värsta; Eva tror att Adam själv har blivit förtjust i Frida. På grund av det ringer Eva till Annika och ber henne komma, och nästa morgon gör hon det. |                                      |                  |
| 8 | "Missförståndsafton"                 | 15 april 2000    |
| Det är midsommarafton, vilket må vara det bästa tillfället att reda ut alla missförstånd. På dansbanan när mörkret sänker sig får Eva se när Adam försvinner med Frida. |                                      |                  |

## DVD
Serien gavs ut på DVD år 2001 och år 2008.